# Ayapango de Gabriel Ramos Millán
Ayapango de Gabriel Ramos Millán es una localidad mexicana, cabecera del municipio de Ayapango, ubicada al oriente del Estado de México.

## Toponimia
Según, Ángel María Garibay; dice que el nombre correcto es Ayapango y proviene del náhuatl Ayauhpanco, que significa "sobre el borde de la niebla", se deriva de la palabra ayauhtli = Niebla y -panco = lugar sobre.
El nombre oficial de esta localidad cambió por el de Ayapango de Gabriel Ramos Millán el 23 de agosto de 1950, en honor de Gabriel Ramos Millán, abogado y político quien nació aquí y creó la Comisión Nacional del Maíz (razón por la que fue conocido, años después, como "El apóstol del maíz")